# Vasile Lupu
Vasile Lupu, född 1595, död 1661, moldovakisk vojvod av albanskt ursprung 1634-1653.